# Pentetrazolo
Il pentetrazolo, conosciuto anche come pentilenetetrazolo, metrazolo e pentametilenetetrazolo, è un farmaco che è stato utilizzato come stimolante circolatorio e respiratorio. 
Alti dosaggi possono causare, come scoperto da Ladislas Meduna nel 1934, attacchi convulsivi.
La FDA ne ha revocato l'autorizzazione al commercio nel 1982, ma è tuttora in commercio in paesi come l'Italia con il nome di Cardiazol-paracodina: in combinazione con diidrocodeina, in questa formulazione è indicato come sedativo della tosse.

## Meccanismo di funzionamento
Il pentetrazolo è considerato un GABA-antagonista, sebbene il reale meccanismo d'azione non sia ben conosciuto, in particolar modo per quanto riguarda l'attività scatenante le convulsioni. Un meccanismo conosciuto e dimostrato con esperimenti di elettrofisiologia, evidenzia che il pentetrazolo agisce sulle membrane cellulari degli assoni incrementando la permeabilità al potassio.

## Usi
Il pentetrazolo sfrutta l'azione stimolante a livello del sistema nervoso centrale, per stimolare il centro del respiro, per attivare le vie vagali e vasomotrici del cervello. In geriatria era utilizzato per aumentare il flusso sanguigno cerebrale, possedendo proprietà analettiche. Viene ancora utilizzato in Italia anche in preparazioni antitussive, assieme a sedativi della tosse, ma a causa degli attacchi convulsivi che provoca è oramai sostituito quasi del tutto.